# Paul Dehn
Paul Dehn (Manchester, 1912. november 5. – 1976. szeptember 30.) Oscar-díjas angol forgatókönyvíró, A majmok bolygója és a Goldfinger szerzője.

## Fontosabb filmforgatókönyvei
- 1974 - Gyilkosság az Orient expresszen (Murder on the Orient Express)
- 1973 - A majmok bolygója 5. – A csata (Battle for the Planet of the Apes) - csak történet
- 1972 - A majmok bolygója 4. – A hódítás (Conquest of the Planet of the Apes)
- 1971 - A majmok bolygója 3. – A menekülés (Escape from the Planet of the Apes)
- 1970 - Az elme háborúja (Fragment of Fear)
- 1967 - A makrancos hölgy (The Taming of the Shrew / La bisbetica domata)
- 1967 - Tábornokok éjszakája (The Night of the Generals / La Nuit des généraux)
- 1966 - Ébresztő a halottnak (The Deadly Affair)
- 1965 - A kém, aki a hidegből jött (The Spy Who Came in from the Cold)
- 1964 - Goldfinger (Ian Fleming's Goldfinger)
- 1958 - Orders to Kill
- 1956 - On Such a Night
- 1951 - Waters of Time
- 1950 - Seven Days to Noon

## Díjai
- 1975 - Oscar-díj jelölés: Legjobb adaptált forgatókönyv (Gyilkosság az Orient expresszen)
- 1975 - Writers' Guild of Great Britain Award nyertes: Legjobb brit forgatókönyv (Gyilkosság az Orient expresszen)
- 1968 - BAFTA Awards jelölés: Legjobb brit forgatókönyv (Ébresztő a halottnak)
- 1966 - Writers Guild of America Award jelölés: Legjobb amerikai drámaíró (The Spy Who Came in from the Cold)
- 1959 - BAFTA Awards nyertes: Legjobb brit forgatókönyv (Orders to Kill)
- 1952 - Oscar-díj nyertes: Legjobb író (Seven Days to Noon)